# University of Texas System
Das University of Texas System ist ein Verbund staatlicher Universitäten in Texas mit neun allgemeinen Universitäten und fünf medizinischen Fakultäten. 2005 waren 185.000 Studenten eingeschrieben. Der wichtigste Standort ist die University of Texas at Austin.

## Standorte

### Universitäten
| Hochschule                               | Abkürzung                  | Ort Campus                                                                     | Gründung | Zahl der Studenten (2022) | Sportteam/Liga                                             |
| ---------------------------------------- | -------------------------- | ------------------------------------------------------------------------------ | -------- | ------------------------- | ---------------------------------------------------------- |
| Stephen F. Austin State University       | SFA                        | Nacogdoches 31,619167° N, 94,648333° W                                         | 1923     | 11.946                    | Lumberjacks und Ladyjacks (Southland Conference)           |
| University of Texas at Austin            | UT oder Texas              | Austin 30,28614° N, 97,73942° W                                                | 1883     | 52.384                    | Longhorns (Southeastern Conference)                        |
| University of Texas at Arlington         | UT Arlington oder UTA      | Arlington 32,731° N, 97,115° W                                                 | 1895     | 45.949                    | Mavericks (Western Athletic Conference)                    |
| University of Texas at El Paso           | UTEP                       | El Paso 31,77° N, 106,505° W                                                   | 1914     | 25.151                    | Miners (Conference USA) (Mountain West Conference ab 2026) |
| University of Texas at Dallas            | UT Dallas oder UTD         | Dallas 32,985178° N, 96,748267° W                                              | 1961     | 31.570                    | Comets (American Southwest Conference)                     |
| University of Texas at San Antonio       | UTSA                       | San Antonio 29,59° N, 98,62° W                                                 | 1967     | 34.742                    | Roadrunners (American Athletic Conference)                 |
| University of Texas at Tyler             | UT Tyler                   | Tyler 32,317258° N, 95,251937° W                                               | 1971     | 9.927                     | Patriots (Lone Star Conference)                            |
| University of Texas of the Permian Basin | UT Permian Basin oder UTPB | Odessa 31,88992° N, 102,328687° W                                              | 1973     | 7.628                     | Falcons (Lone Star Conference)                             |
| University of Texas Rio Grande Valley    | UTRGV                      | Edinburg 26,304551° N, 98,174165° W und Brownsville 25,899143° N, 97,491544° W | 2015     | 32.419                    | Vaqueros (Southland Conference)                            |
| University of Texas Medical Branch       | UTMB                       | Galveston 29,3107° N, 94,7771° W                                               | 1891     |                           |                                                            |

- UTRGV ist eine Fusion der University of Texas at Brownsville und der University of Texas–Pan American.

### Medizinische Institutionen
- University of Texas Medical Branch in Galveston (UTMB)
- University of Texas Health Science Center in San Antonio (UTSA)
- University of Texas Southwestern Medical Center in Dallas (UTD)
- University of Texas Health Science Center in Houston (UTHSC)
- University of Texas MD Anderson Cancer Center

### Ehemalige Institutionen
- University of Texas at Brownsville – 2013 mit UTRGV verschmolzen (Unterrichtsbeginn 2015).
- University of Texas–Pan American – 2013 mit UTRGV verschmolzen (Unterrichtsbeginn 2015).
- University of Texas Health Center in Tyler – Im Jahr 2021 mit UT Tyler fusioniert.

## Vermögen
Dem University of Texas System gehört ein Stiftungsvermögen (englisch endowment), das 2021 einen Wert von 42,91 Milliarden US-Dollar hatte. Dieser Wert wurde nur noch von dem der Harvard University übertroffen und lag etwas über dem der Yale University. Das Vermögen war von 30,89 Mrd. Dollar 2018 über 30,96 Mrd. Dollar 2019 und 31,96 Mrd. Dollar 2020 auf 42,91 Mrd. Dollar 2021 gestiegen, wobei der deutliche Anstieg um 34,3 % im letzten Jahr dem allgemeinen Trend in diesem Jahr entsprach.

## Verwaltung

### Aktuelle Mitglieder des Universitätsverwaltungsrates
- James R. Huffines, Chairman
- Rita C. Clements, Vice-Chairman
- Woody L. Hunt, Vice-Chairman
- Cyndi Taylor Krier, Vice-Chairman
- Francie A. Frederick, Counsel and Secretary
- John W. Barnhill, Jr.
- H. Scott Caven, Jr.
- Judith L. Craven, M.D.
- Robert A. Estrada
- Robert B. Rowling